# Széchenyi Zsigmond Vadászati Múzeum
A  Hatvanban található Széchenyi Zsigmond Kárpát-medencei Vadászati Múzeum 2014-ben nyitotta meg kapuit a nagyközönség előtt. A múzeum a Grassalkovich Antal által építtetett copf-stílusú kastélyban kapott helyet. A múzeum modern, interaktív elemekkel gazdagítva várja a látogatókat.

## Gyűjteményei
Az állandó kiállítás bemutatja a vadászmesterség történetét, a Kárpát-medence vad- és halfajait, azok életterét, megismerkedhetünk a vadászat kultúrájának tárgyi emlékeivel és az ősi gasztronómiával. A Széchenyi Zsigmond tiszteletére berendezett szobában található személyes tárgyai betekintést nyújtanak a természet szolgálatában álló arisztokrata vadászírónk izgalmas életútjába.
Állandó kiállítások:
- A vadászmesterség története
- A halászmesterség és horgászat fejlődése
- A Kárpát-medence élőhelyei és vadfajai
- Barokk Vadászkonyha
- Széchenyi Zsigmond emlékszoba
- A vadászat kultúrtörténete - A vadászmesterség tárgyi kultúrája
- Vadászírók - élmények
- A modern vadászmesterség: trófeaközpontú vadászat
- A hatvani Grassalkovich-kastély

A kastély környékéhez gyönyörűen felújított díszudvar is tartozik, mely ma már csak egy része az 1945 előttinek, ugyanis jó részét beépítették (lakótelep, kórház). A kastélyudvarban kaptak helyet a vadászathoz tartozó interaktív attrakciók:
- élménytér
- kémény-csúszda
- nyomkereső labirintus

Kis sétával a Thurzó utcán és a Zagyva part érintésével eljuthatunk a „mini” vadasparkba, ahol testközelből láthatunk szarvast, kecskét, vaddisznót, muflont.

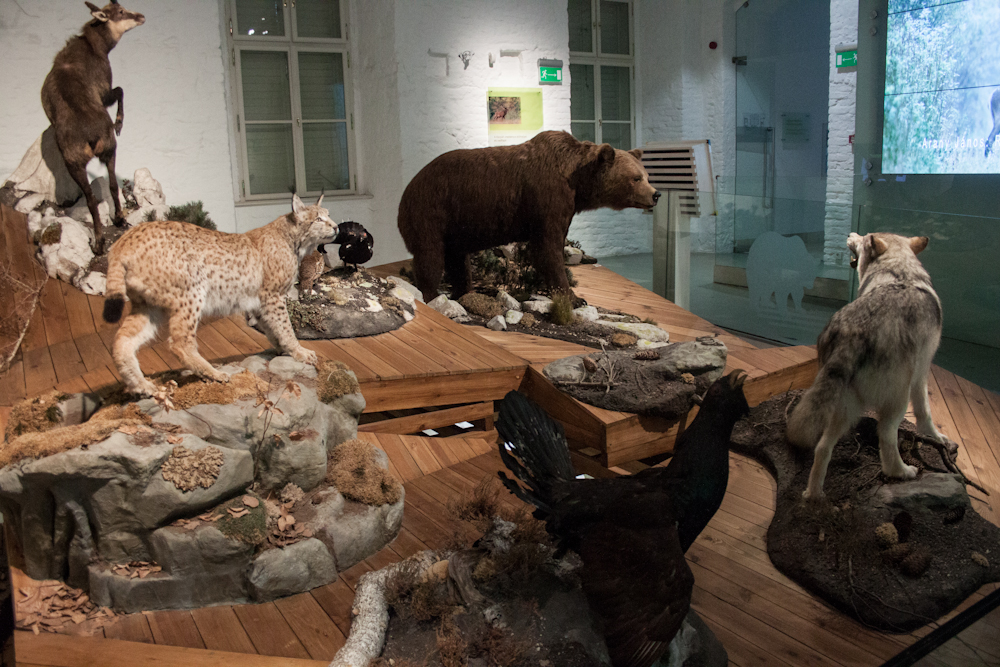
A Kárpát-medence jellegzetes vadjai
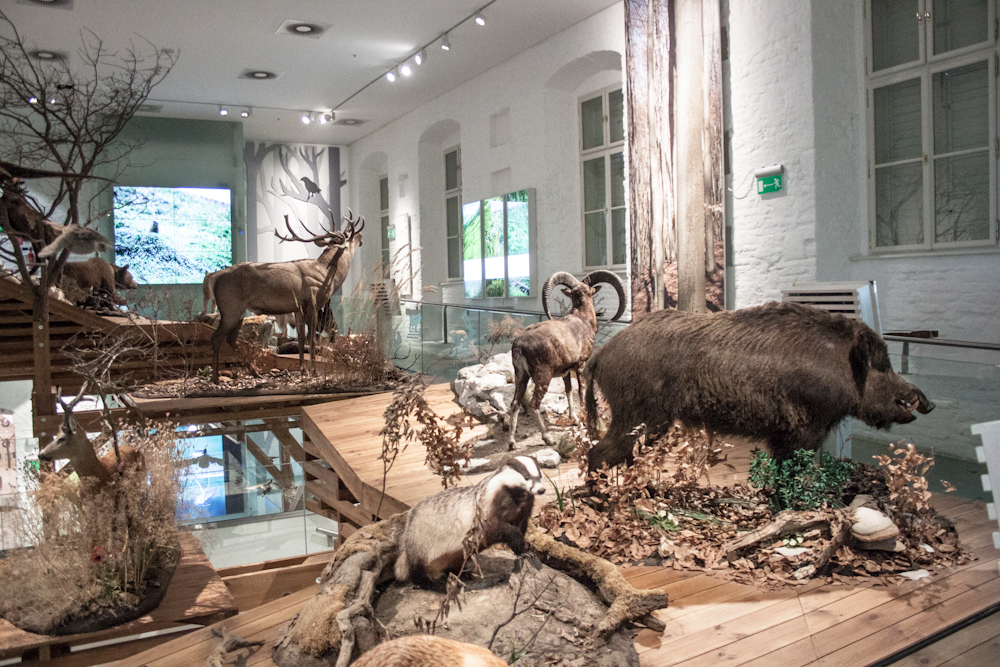
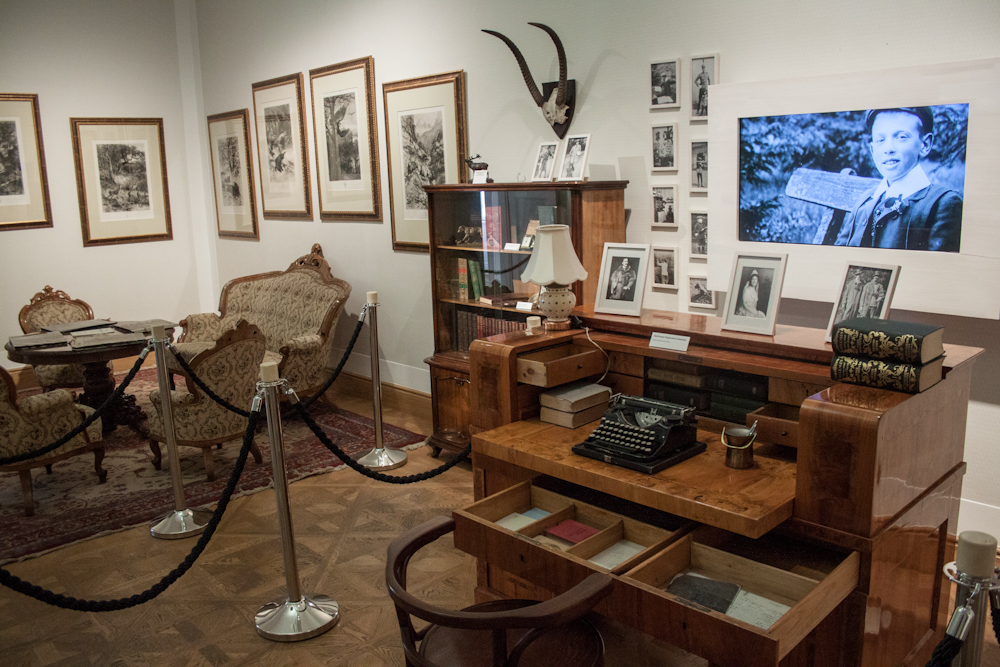
A Széchenyi Zsigmond-emlékszoba

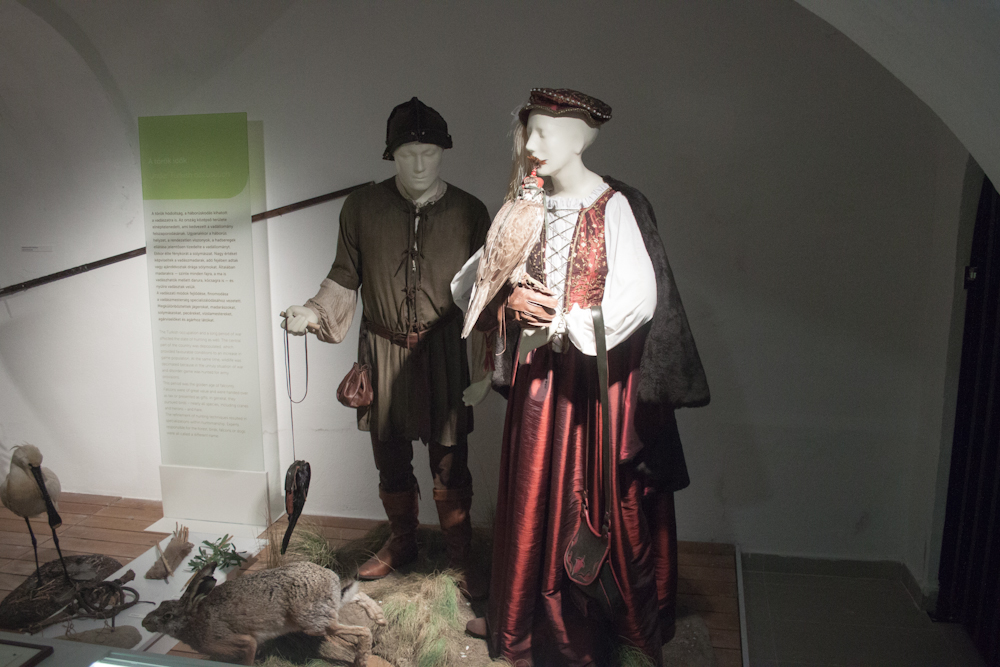
Középkori magyar vadász- és solymász viselet
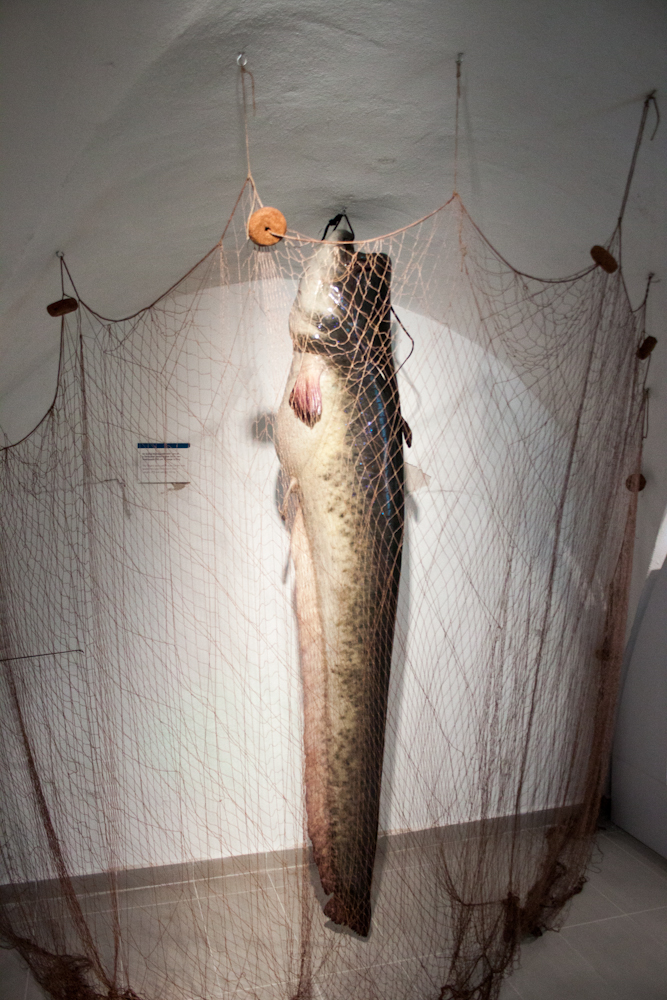
Rekordméretű harcsa
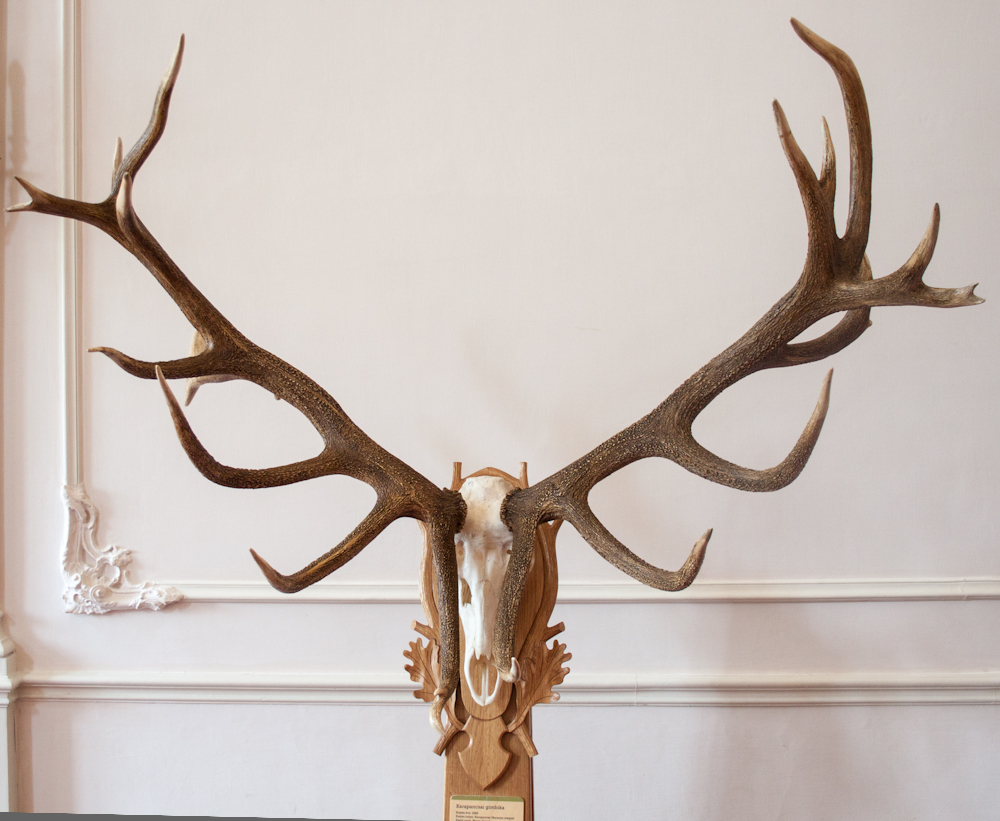
Az egyik rekorder trófea a sok közül, a Karapancsai gímbika